# Karolos Papulias
Karolos Papulias (řecky: Κάρολος Παπούλιας; 4. června 1929, Ioannina, Řecko – 26. prosince 2021 Athény) byl řecký politik, v letech 2005–2015 prezident země. Dvakrát také zastával post ministra zahraničních věcí a vykonával i další funkce v řeckém parlamentu.

## Osobní život
Narodil se v Ioannině jako syn generálmajora Gregoria Papuliase. Absolvoval Aténskou univerzitu, kde studoval právo a právní vědu. Také studoval na Univerzitě v Mnichově, doktorát získal na Univerzitě v Kolíně nad Rýnem. Kromě rodné řečtiny hovořil německy, italsky a francouzsky. Aktivně hrál volejbal a od roku 1985 byl předsedou řeckého Národního sportovního svazu.
Byl ženatý s May (Maria) Panu, se kterou měl tři dcery.

## Politická kariéra
Stal se jedním ze spoluzakladatelů levicové strany PASOK a blízký spolupracovník jejího dlouholetého předsedy Andrease Papandrea. Od roku 1975 byl nepřetržitě ve Výkonném výboru strany. Zastával v ní i další funkce.
Poprvé byl zvolen do parlamentu v roce 1977, za volební obvod Ioannina a v poslaneckém křesle setrval až do roku 2004, kdy se stal prezidentem státu. Ve vládách, které sestavovala socialistická strana PASOK, zastával dvakrát úřad ministra zahraničních věcí (1985-1989 a 1993-1996).
Za vlády Kostase Simitise působil po řadu let jako předseda Stálého výboru obrany a zahraničí parlamentu.

## Prezidentem Řecka
Dne 12. prosince 2004 jej předseda vlády Kostas Karamanlis, společně s vůdcem opozice Jorgem Papandreem, nominovali na úřad prezidenta republiky, který je volen na pětileté funkční období jednokomorovým parlamentem.
Dne 2. února 2005 byl kandidát zvolen drtivou většinou hlasů, 279 z 300 možných hlasů bylo pro návrh. Dne 12. března 2005 nově zvolený prezident složil ústavou předepsaný slib jako 7. prezident Třetí Helénské republiky, kdy ve funkci nahradil odstupujícího Konstantina Stefanopulose. V únoru 2010 byl znovuzvolen na druhé pětileté funkční období, které skončilo v březnu 2015. Ve funkci jej nahradil Prokopis Pavlopulos.

## Vyznamenání
- Jubilejní medaile 60. výročí vítězství ve Velké vlastenecké válce 1941–1945 – Rusko, 2005
- rytíř Řádu slona – Dánsko, 24. května 2006[2]
- velkokříž s řetězem Řádu zásluh o Italskou republiku – Itálie, 18. června 2006[3]
- Řád republiky – Moldavsko, 11. června 2007[4]
- velkohvězda Čestného odznaku Za zásluhy o Rakouskou republiku – Rakousko, 2007[5]
- velkokříž s řetězem Záslužného řádu Maďarské republiky – Maďarsko, 2007
- Velký řád krále Tomislava – Chorvatsko, 21. března 2007[6]
- rytíř Řádu Serafínů – Švédsko, 20. května 2008
- velkokříž s řetězem Řádu bílé růže – Finsko, 2009[7]
- Řád Srbské republiky – Srbsko, 2013
- Řád bílé orlice – Polsko, 8. července 2013[8]
- společník cti Národního řádu za zásluhy – Malta, 13. února 2014